# Dům u Zlatého lva (Hradec Králové)
Dům čp. 29 (nebo také Dům u Zlatého lva) je měšťanský dům na Velkém náměstí v Hradci Králové. Je proslavený zejména tím, že zde sídlila první lékárna v Hradci Králové.

## Historie

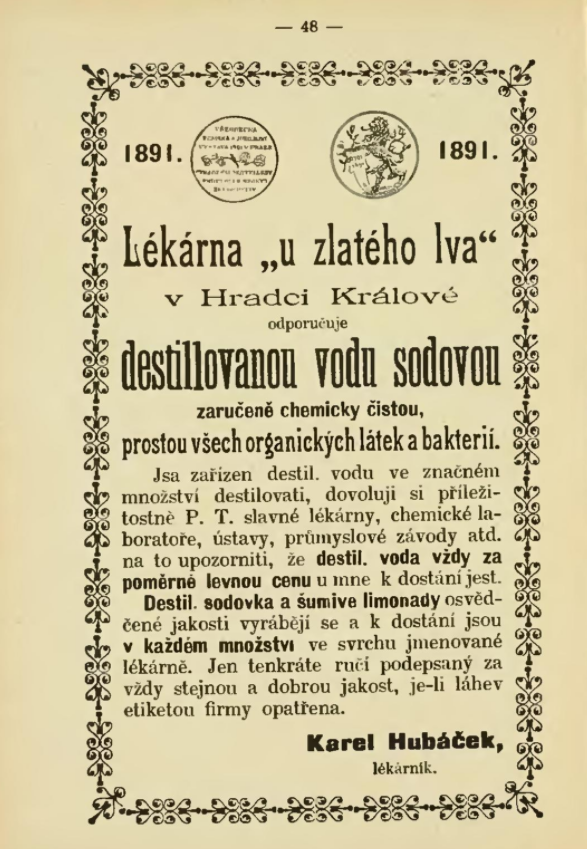
Reklama na lékárenské sodovky z roku 1891

Na místě současného domu stál již ve středověku gotický dům. Z něj se dochovaly pouze valeně klenuté sklepy. Zřejmě kolem roku 1540 byla v tomto domě založena jako první ve městě lékárna „u Zlatého lva“. Roku 1628 byl patrně majitelem domu měšťan Tomáš Jíra. Lékárnu v této době vedl městský apatykář a konšel Andreas Kirchner. V roce 1638 koupila dům i s lékárnou od Václava Činvice Zuzana Škornicová-Balbínová, matka Bohuslava Balbína. Dům střídal majitele a do dubna 1701 v něm sídlila jediná lékárna ve městě (v tomto roce byla Fridrichem Švendou založena druhá lékárna „U Bílého jednorožce“).
5. července 1866 během bitvy u Hradce Králové na dům dopadly dvě dělostřelecké koule. Na přelomu 19. a 20. století byl lékárníkem Mg. Ph. Karel Hubáček. V této době jeho laborant František Šanda vyráběl v lékárně sodové vody a limonády, později se však osamostatnil. Roku 1964 byl dům zapsán do seznamu kulturních památek. V roce 1967 se do domů čp. 29 a 30 nastěhovala prodejna Technomatu.
Po sametové revoluci (roku 1992) si prostory lékárny pronajal PharmDr. Martin Mašát, který zde vybudoval první soukromou lékárnu v Hradci Králové. Byla slavnostně otevřena 1. března 1993. Od roku 2020 se v budově nachází Muzeum české lékárny.

## Popis
Jedná se o patricijský dvoupatrový dům na hloubkové parcele v jedné z nejprestižnějších částí města. Střecha je sedlová. V hlavním průčelí je v parteru fasáda členěná 4 ionskými kanelovanými pilastry na 3 pole v poměru 2:1:2. Nad vchodem nalezneme domovní znamení –⁠ lva.